# 경빈 이씨
경빈 이씨(慶嬪 李氏, 1541년 ~ 1595년 음력 6월)는 조선 명종의 후궁이다.

## 생애

### 가계와 입궁
조선 제13대 왕 명종의 후궁으로, 1541년(중종 36년) 전의 이씨 이첨정과 전주 이씨의 딸로 태어났다. 선조의 후궁 인빈 김씨는 이씨의 외종사촌이다.
어릴 때 부모를 여의어 조모 나씨가 데려다 키웠으며, 1556년(명종 11년) 문정왕후의 시녀가 되었다. 한편 이씨의 입궁에 대한 일화가 《연려실기술》에 기록되어 있다. 문정왕후는 당시 아들 명종에게 아들이 없어 근심하고 있었는데, 하루는 문정왕후의 꿈에 알 수 없는 이가 나타나 "상주의 이 아무개에게 딸이 있는데 궁중에 들여오면 좋을 것이다."라고 하였다. 이에 문정왕후는 잠에서 깨어 그러한 이를 찾았으나 찾지를 못하였는데, 문득 어느 승려가 그 사람이 있는 곳을 가르쳐주어 찾아가 데려오니, 그것이 이씨였다는 것이다.

### 후궁 시절
1558년(명종 13년) 명종의 후궁이 되었고, 명종 말년에 종4품 숙원에 봉해졌다. 선조 즉위 후 여러 차례 진봉되어 종2품 숙의가 되었으나, 약 30여 년간 별궁에서 지내면서 머리를 자르고 소식을 하였다. 한편 이씨는 임진왜란이 발발하자 황해도 연안으로 피난을 가갔는데, 선조는 연안의 감사에게 이씨 등에 대한 음식물 지급을 명하였다. 그러나 이씨는 마음고생으로 병이 심해져 결국 1595년(선조 28년) 음력 6월 정사일 연안의 우사에서 향년 55세를 일기로 죽었다. 선조는 이씨의 장례에 대해 모든 물품을 관에서 지급하도록 명하였다. 묘는 음력 8월에 연안에 미련했다가, 1602년(선조 35년) 음력 10월 24일 양주 풍양(현재의 경기도 남양주시 일대으로 이장하였다.

### 사후
1755년(영조 31년) 음력 6월 14일 영조에 의해 정1품 빈에 추증되었다. 당시 인빈 김씨에게 시호가 올려지고 그 묘호를 원으로 높였는데, 인빈의 사촌 언니인 이씨 역시 마땅히 추증해야 한다는 영조의 뜻에 따라 그렇게 된 것이다. 이에 따라 이씨는 경빈(慶嬪)이 되었다. 이때 영조는 친히 묘갈을 쓰고, 1760년(영조 36년)부터는 경빈의 묘에 식년마다 치제할 것을 명하였다. 현재 경빈의 묘는 경기도 고양시 덕양구 원당동의 서삼릉 경내에 있다.

## 기타
- 인빈 김씨가 입궁을 하는데 결정적인 역할을 한 것이 이씨였다고 한다. 당시 숙의였던 이씨는 김씨를 데려다가 궁중에서 양육했는데, 명종비 인순왕후가 김씨를 눈여겨보다가 아예 자신의 심부름을 시키게 된 것이다. 그러다 훗날 인순왕후가 선조에게 김씨를 후궁으로 추천하였고, 김씨는 1573년(선조 6년) 종4품 숙원에 책봉되었다[8].

- 이씨에게는 형제나 자매, 자녀가 없었고, 서모가 낳은 남동생 1명만이 있었다. 이씨는 서제를 잘 보살펴주고 자신의 노비를 나눠주어 선대의 제사를 받들 수 있게 하였다[1].

## 지문
신흠 《상촌고》 중 <묘지명> 중 이씨 묘지명(淑儀李氏墓誌銘)」 병서
숙의(淑儀)의 성은 이씨(李氏)요 관향은 충청도 전의현(全義縣)인데, 대대로 고관을 지내온 대족(大族)이다. 휘 항(沆)은 중묘조(中廟朝) 때 찬성(贊成) 벼슬을 하였는데 이 분이 증조이고, 조부 수홍(守泓)은 비안 현감(比安縣監)을 지냈으며, 아버지 휘 첨정(添貞)은 종실 이씨(李氏)의 딸에게 장가들어 가정(嘉靖) 신축년(1541, 중종36)에 숙의를 낳았다.
숙의는 타고난 성품이 너그럽고 온순하며 자애롭고 은혜스러웠는데, 어려서 부모를 여의자 조모 나씨(羅氏)가 데려다가 키웠다. 나이 16세에 문정왕후(文定王后)의 시녀로 있다가 18세에 명종의 후궁이 되고 명종 말년에 숙원(淑媛)으로 봉해졌다. 숙의는 온순한 마음으로 윗사람을 받들고 공손한 태도로 몸을 단속하였으므로 궁중에 있을 때 항상 화목하였다. 그런데 얼마 안 되어 명종이 승하하자 숙의는 하염없이 눈물을 흘리고 비통해 하면서 항상 자신이 빨리 죽지 않는 것을 마음 아프게 여겼다. 금상(今上 선조(宣祖))이 즉위하고 나서 여러 차례 승진하여 숙의(淑儀)가 되었다. 그러나 별궁(別宮)에 물러나와 있으면서 거의 30년 동안이나 머리를 자르고 소식(素食)을 하였다.
임진년에 왜구가 서울에 다가오자 대가가 서쪽으로 떠났는데 숙의는 창졸간에 미처 따라가지 못하고 강화(江華)에 가서 피난하고서 연안부(延安府)로 이주하였다. 그런데 놀라고 근심한 끝에 병이 생겨 을미년에 병이 위독해지자 내전(內殿)이 의원을 보내어 치료하게 하였으나 끝내 효험을 보지 못하고 이 해 6월 정사일에 우사(寓舍)에서 운명하였는데 향년이 55세이다. 부음이 알려지자 상이 매우 슬퍼하여 장례에 소요되는 모든 물품을 관에서 마련해 주도록 하였는데 이것은 특별한 은수(恩數)였다. 그리고 8월 을축일에 연안부 읍 남쪽에 묻었다가 8년이 지난 임인년 10월 24일에 양주군(楊州郡) 풍양(豐壤)의 모원(某原)에 이장하였는데 이는 예에 따른 것이다.
숙의는 자녀도 형제도 없고 단지 서모(庶母)가 낳은 남동생 한 사람이 있었는데, 숙의가 힘껏 보살펴주고 자기의 비복들을 그에게 주어 선대의 제사를 받들게 하니, 문중에서 훌륭하게 여겼다. 그리고 일찍이 사후의 일을 표매(表妹) 김씨에게 부탁하였는데 김씨는 지금 귀인(貴人)이 되었다. 귀인은 숙의의 간절한 부탁을 생각하고 숙의 친가의 후손이 고단(孤單)한 것을 가엾게 여기어, 죽음을 슬퍼하고 제사를 받드는 은전을 실제로 직접 주선하여서 은례의 융성함이 시종 흠될 것이 없었으니, 이만하면 유감스러울 것이 없다 하겠다. 이어 다음과 같이 명한다.
유순하고 공경하고 정직함은 / 柔巽敬直
곤도의 상경(常經)이요 / 坤道之經
온화하고 정숙하며 전일함은 / 婉淑靜專
여덕의 정절이라네 / 女德之貞
빈어의 반열에 있으면서 / 列于嬪御
궁중의 윗분 공경히 섬겼도다. / 祗事宮庭
훌륭한 명예 끊임이 없어라 / 令譽克終
생전에 잘했으니 죽어서도 편안하리 / 存順歿寧
사람 얻어 뒷일 부탁했으니 / 得人以托
애영의 은총을 다하였네 / 備玆哀榮
묘지에 행적 기록하노니 / 最迹玄窞
그 명성 영원하리라 / 繄永厥聲

## 가족 관계
- 증조부 : 이항(李沆)
- 조부 : 이수홍(李守泓)
- 조모 : 나씨
- 아버지 : 이첨정(李添貞)
- 외조부 : 이효성 (효령대군의 4대손)
- 어머니 : 이효성의 딸 전주 이씨
- 시아버지 : 제11대 중종(中宗, 1488~1544, 재위:1506~1544)
- 시어머니 : 문정왕후(文定王后, 1501~1565)
  - 남편 : 제13대 명종(明宗, 1534~1567, 재위:1545~1567)
  - 사촌 : 인빈 김씨(仁嬪 金氏, 1555~1613) - 선조의 후궁